# Affif Ben Badra
Affif Ben Badra (por vezes creditado como Afif Ben Badra ou Ben Badra).
Nascido em 1960, é um ator e dançarino que vive atualmente na França.
Nos Estados Unidos seu papel mais recente é o do caudilho no Roland Emmerich, atuando no filme 10.000 a.C. Ele também apareceu no suspense Taker, Escrito por Luc Besson, e na série de televisão pública espanhola "Aguila Roja".

## Filmes

### Ator/Atriz
- 10,000 A.C. (2008) (Longa-metragem), Warlord
- Busca Implacável (2008) (Longa-metragem)
- Inimigo Público Nº 1 - Instinto de Morte (parte 1) (2008) (Longa-metragem), Cliente nervoso
- Cão de Briga (2005) (Longa-metragem),como Afif Ben Badra
- Dobermann (1997) (Longa-metragem), Mac como Afif Ben Badra

### Dublê
- 36  (2004) (Longa-metragem),como Afif Ben Badra
- Femme Fatale (2002) (Longa-metragem),como Afif Ben Badra
- O Beijo do Dragão (2001) (Longa-metragem)